# McMahon-Hussein-korrespondancen
McMahon-Hussein-korrespondancen er en række breve, der blev udvekslet under 1. verdenskrig, hvor den britiske regering gik med til at anerkende arabisk uafhængighed efter krigen i bytte for, at Hussein bin Ali, Sharif af Mekka, igangsatte et arabiske oprør mod Det Osmanniske Rige. Korrespondancen havde en stor indflydelse på situationen i Mellemøsten under og efter krigen, hvoraf en strid om Palæstina fortsat pågår i dag som følge af bl.a. denne korrespondance.
Korrespondancen er sammensat af ti breve, der blev udvekslet fra juli 1915 til marts 1916 mellem Hussein bin Ali og oberstløjtnant Sir Henry McMahon, den britisk højkommissær i Egypten. Mens der var en vis militær værdi i den arabiske befolknings deltagelse i diverse krigshandlinger, herunder deres lokale viden og kendskab til regionen, var den primære årsag til aftalen at modvirke den osmanniske erklæring om jihad ("hellig krig") mod De Allierede. I denne forbindelse var det specifikt vigtigt for Storbritannien at opretholde støtten fra de 70 millioner muslimer i Britisk Indien (især dem i den indiske hær, der var blevet udstationeret andet steds i den bredere krig).
I henhold til korrespondancen blev området med arabisk uafhængighed defineret som "inden for de rammer og grænser foreslået af Sharif af Mekka" med undtagelse af de "dele af Syrien", der lå vest for "distrikterne Damaskus, Homs, Hama og Aleppo, da disse ikke kan siges at være rent arabiske og derfor bør udelukkes". Modstridende fortolkninger af denne beskrivelse skabte efterfølgende en stor kontrovers. En særlig tvist, som fortsat er aktuel den dag i dag, bygger på denne kystudelukkelse (vest for førnævnte distrikter). Således debatteres det forsat om, hvorvidt Palæstina – som ikke nævnes eksplicit i korrespondancen – er omfattet af de områder og grænser, der forslås i korrespondancen.
Efter offentliggørelsen af Balfour-deklarationen fra november 1917 og den efterfølgende lækage af den hemmelige Sykes-Picot-aftale fra 1916, hvori Storbritannien og Frankrig foreslog at splitte og besætte dele af territorierne i Mellemøsten, mente Hussein og andre arabiske ledere, at aftalerne indgået i McMahon-Hussein-korrespondancen var blevet overtrådt. Hussein nægtede efterfølgende at ratificere Versailles-traktaten fra 1919. Som svar på et britisk forslag fra 1921 om at underskrive en traktat, der accepterede mandatsystemet, proklamerede han, at det ikke kunne forventes, at han anbragte "sit navn på et dokument, der tildeler Palæstina til zionisterne og Syrien til udlændinge". Et yderligere forsøg fra briterne på at nå en traktat mislykkedes i 1923-24, og forhandlingerne blev suspenderet i marts 1924. Inden for seks måneder trak briterne deres støtte tilbage til fordel for deres arabiske allierede Ibn Saud, som fortsatte med at erobre Husseins rige.
Korrespondancen "hjemsøgte anglo-arabiske forbindelser" i mange årtier herefter. I januar 1923 blev uofficielle uddrag offentliggjort af Joseph N. M. Jeffries i Daily Mail og kopier af brevene blev cirkuleret i den arabiske presse. Uddrag blev offentliggjort i 1937 i Peel-kommissionens rapport og korrespondancen blev offentliggjort i sin helhed i George Antonius' bog fra 1938 "The Arab Awakening", hvorefter den britiske regering i 1939 ligeledes offentliggjorde brevene. I 1964 blev yderligere dokumenter afklassificeret.

## Baggrund

### Indledende diskussioner
De første dokumenterede diskussioner mellem Storbritannien og hashemitterne fandt sted i februar 1914 – fem måneder inden udbruddet af 1. verdenskrig. Drøftelser var mellem generalkonsulen i Egypten Lord Kitchener og Abdullah bin al-Hussein, som var den anden søn af Hussein bin Ali, Sharif af Mekka. Hussein var blevet utilpas med den nyudnævnte osmanniske guvernør i hans region Hijaz Vilayet (også blot omtalt Hijaz-regionen), og påpegede stigende spændinger i regionen siden færdiggørelsen af Hijaz-jernbanen i 1908, som truede med at øge osmannisk centralisering i regionen. Diskussionerne kulminerede i et telegram sendt den 1. november 1914 fra Kitchener – som i mellemtiden var blevet udnævnt til krigsminister – til Hussein, hvori Storbritannien i bytte for arabisk støtte i Hejaz ville "(...) garantere uafhængighed, rettigheder og Sharifatets privilegier mod al ekstern udenlandsk aggression, især fra osmannerne". Sharif indikerede, at han ikke kunne bryde med osmannerne med det samme. Osmannernes indtræden på Tysklands side i 1. verdenskrig den 11. november 1914 medførte dog et brat skifte i de politiske interesser fra Storbritannien i relation til et arabisk oprør mod osmannerne. I henhold til historikeren David Charlwood førte fiaskoen i Gallipoli til et øget ønske fra Storbritannien om at forhandle en aftale med araberne. Robert H. Lieshout har yderligere belyst baggrunden og ræsonnementet bag dette skifte i britisk tankegang i sin bog "Britain and the Arab Middle East".

### Damaskus-protokollen
Den 23. maj 1915 blev Emir Faisal bin Hussein – den tredje søn af Hussein – præsenteret for dokumentet, der blev kendt som Damaskus-protokollen. Faisal var i Damaskus for at genoptage diskussionerne med de hemmelige arabisk nationalistiske bevægelser al-Fatat og Al-'Ahd, som han havde mødt i marts/april. Faisal havde i mellemtiden besøgt Istanbul for at konfrontere storvesiren med beviser på, at osmannerne havde planer om at afsætte sin far. Dokumentet erklærede, at araberne ville gøre oprør og støtte Storbritannien mod, at Storbritannien til gengæld ville anerkende arabisk uafhængighed i et område, der strakte sig fra den 37. breddegrad nær Taurusbjergene på Tyrkiets sydlige grænse, i øst var afgrænset af Persien og den Persiske Golf, i vest ved Middelhavet og i syd ved Det Arabiske Hav.

## Breve fra juli 1915 til marts 1916
I forbindelse med drøftelser i Ta'if mellem Hussein og hans sønner i juni 1915, havde Abdullah rådet sin far til at handle og opfordrede ham til at indlede en korrespondance med Sir Henry McMahon, Storbritanniens højkommissær i Egypten. Faisal havde i forbindelse med drøftelserne i Ta'if rådet sin far til forsigtighed, mens Ali frarådede at igangsætte et oprør.
En korrespondance blev efterfølgende indledt, hvor der i alt udvekslet ti breve – fem fra hver side – mellem Sir Henry McMahon og Hussein i perioden mellem den 14. juli 1915 og den 10. marts 1916. McMahon var under hele forløbet i kontakt med den britiske udenrigsminister Edward Gray. Gray skulle godkende brevene og var derfor i sidste ende ansvarlig for korrespondancen.

Historikere har brugt et uddrag fra et af McMahons private breve, sendt den 4. december 1915 (cirka halvvejs gennem korrespondancen), som bevis på mulig britisk dobbeltspil:
[Jeg tager ikke imod] ideen om en fremtidig stærk forenet uafhængig arabisk stat (...) for alvorligt (...) forholdene i Arabien er ikke, og vil ikke i meget lang tid fremover, egne sig til sådan noget (...) Jeg forestiller mig ikke et øjeblik, at de nuværende forhandlinger vil gå så langt som at forme et fremtidigt Arabien eller enten at etablere vores rettigheder eller at binde vores hænder i dette land. Situationen og dens elementer er alt for uklare til dette. Det, vi skal nå frem til nu, er at friste det arabiske folk ind på den rigtige vej, løsrive dem fra fjenden og bringe dem over på vores side. Det er fra vores side i øjeblikket i høj grad et spørgsmål om ord, og for at lykkes må vi bruge overbevisende udtryk og afholde os fra akademisk diskussion om forholdene – hvad enten det drejer sig om Bagdad eller andre steder.

### Juridisk status
Historikeren Elie Kedourie påpegede, at oktoberbrevet (et af brevene sendt fra McMahon til Hussein) ikke var en traktat, og at selvom det blev anset for at være en traktat, undlod Hussein at opfylde sine løfter fra sit brev af den 18. februar 1916. Victor Kattan argumenterer for det modsatte og beskriver korrespondancen som en "hemmelig traktat" og refererer dele af korrespondancen som belæg herfor. Han hævder samtidig også, at den britiske regering anså det for at være en traktat under fredskonferencen i Paris i 1919, da de forhandlede med franskmændene om opdelingen af det osmanniske territorium.

## Araberopstanden fra juni 1916 til oktober 1918
McMahons løfter blev af araberne anset som en formel aftale mellem dem selv og Storbritannien. Den britiske premierminister David Lloyd George og udenrigsminister Arthur Balfour præsenterede aftalen som en traktat i forbindelse med efterkrigstidens forhandlinger mellem de fire store magter (Frankrig, Storbritannien, Italien og USA). Med denne forståelse i bagtankerne etablerede araberne, under kommando af Husseins søn Faisal, en militærstyrke, der med inspiration fra T.E. Lawrence ("Lawrence of Arabia") kæmpede mod Det Osmanniske Rige under Araberopstanden. I et efterretningsnotat fra januar 1916 beskrev T.E. Lawrence Husseins arabiske oprør som:
gavnligt for os, fordi de marcherer mod vores umiddelbare mål; opløsningen af den islamiske 'blok' og nederlaget og forstyrrelsen af Det Osmanniske Imperium, og fordi de stater [Sharif Hussein] ville oprette for at efterfølge tyrkerne ville blive (...) harmløse for os selv (...) Araberne er endnu mindre stabile end tyrkerne. Hvis de blev håndteret korrekt, vil de forblive i en tilstand af politisk mosaik, et væv af små jaloux fyrstedømmer, der ikke er i stand til at hænge sammen.
I juni 1916 begyndte Araberopstanden, idet en arabisk hær rykkede frem mod de osmanniske styrker. De deltog i erobringen af Aqabah og ødelæggelsen af Hijaz-jernbanen, som var en strategisk vigtig forbindelse gennem den arabiske halvø, der løb fra Damaskus til Medina. I mellemtiden rykkede den egyptiske ekspeditionsstyrke under general Allenbys komando frem i de osmanniske områder i Palæstina og Syrien. Den britiske fremrykning kulminerede i Slaget ved Megiddo i september 1918 og den endelig kapitulation fra Det Osmanniske Rige den 31. oktober 1918.
Araberopstanden ses af historikere som den første organiserede bevægelse af arabisk nationalisme. Man samlede for første gang arabiske grupper med det fælles mål at kæmpe for uafhængighed fra Det Osmanniske Rige. En stor del af historien om arabisk uafhængighed stammer fra denne opstand, der begyndte med det rige, som Hussein grundlagde. Efter krigen fik Araberopstanden store konsekvenser. Grupper af mennesker blev klassificeret efter, om de havde kæmpet i oprøret eller efter deres rang. I Irak dannede en gruppe sharifianske officerer, som havde deltaget i Araberopstanden, et politisk parti. Det hashemitiske kongerige i Jordan er stadig påvirket af de handlinger, som arabiske ledere gjorde under opstanden.

## Efterkrigsresultat (1919 til 1925)

### Sherifian plan
En dag inden afslutningen på krigen med osmannerne diskuterede det britiske udenrigsministerium T.E. Lawrences "Sherifian Plan", hvor Husseins sønner blev foreslået som marionetmonarker i Syrien og Mesopotamien. En del af begrundelsen var at fastholde en tro blandt den britiske offentlighed om, at man stod i gæld til hashemitterne som følge af McMahon-korrespondancen. Af Husseins sønner var Faisal Lawrences klare favorit, mens Ali ikke blev betragtet som en stærk leder, Zaid blev anset for at være for ung og Abdullah blev anset for at være doven.

### Mandater
I forbindelse med fredskonferencen i Paris i 1919 mellem forskellige repræsentanter fra De Allierede, skulle man opnå enighed om den territoriale opdeling af forskellige landområder efter 1. verdenskrig. McMahon-Hussein-korrespondancen var hovedsageligt relevant for de regioner, der skulle blive Palæstina, Transjordan, Libanon, Syrien, Mesopotamien (Irak) og Den Arabiske Halvø. På konferencen bad prins Faisal, der talte på vegne af kong Hussein, ikke om øjeblikkelig arabisk uafhængighed, men anbefalede en arabisk stat under et britisk mandat.
Den 6. januar 1920 accepterede prins Faisal en aftale med den franske premierminister Georges Clemenceau, der anerkendte "syrernes ret til at forene sig for at regere sig selv som en uafhængig nation". En pan-syrisk kongres, der mødtes i Damaskus, erklærede en uafhængig stat i Syrien den 8. marts 1920. Den nye stat omfattede dele af Syrien, Palæstina og det nordlige Mesopotamien, som i henhold til Sykes-Picot-aftalen var blevet afsat til en uafhængig arabisk stat eller konføderation af stater. Faisal blev erklæret statsoverhoved (konge) heraf. Der blev hurtigt indkaldt til San Remo-konferencen i april 1920, som modsvar på Faisals erklæring. På konferencen tildelte Det Allieredes Øverste Råd mandater for Palæstina og Mesopotamien til Storbritannien og mandater for Syrien og Libanon til Frankrig.
Storbritannien og Frankrig blev enige om at anerkende Syriens og Mesopotamiens foreløbige uafhængighed. Foreløbig anerkendelse af palæstinensisk uafhængighed blev ikke nævnt. Frankrig havde besluttet at regere Syrien direkte og tog skridt til at håndhæve det franske mandat i Syrien, før vilkårene for dette var blevet accepteret af Folkeforbundet. Franskmændene greb militært ind i Slaget ved Maysalun i juni 1920, afsatte den oprindelige arabiske regering og fjernede kong Faisal fra Damaskus i august 1920. I Palæstina udnævnte Storbritannien en højkommissær Herbert Samuel og etablerede deres eget obligatoriske regime. Faisal-Weizmann-aftalen fra januar 1919 var en kortvarig aftale om arabisk-jødisk samarbejde om udviklingen af et jødisk hjemland i Palæstina, som Faisal fejlagtigt havde forstået skulle være inden for det arabiske kongerige. Faisal håndterede Palæstina anderledes i sin præsentation til fredskonferencen den 6. februar 1919, idet han sagde: "Palæstina, som følge af dets universelle karakter, overlades til den ene side til gensidig overvejelse af alle berørte parter".
Aftalen blev aldrig gennemført. På samme konference havde den amerikanske udenrigsminister Robert Lansing spurgt Dr. Weizmann, om det jødiske nationale hjem betød etableringen af en autonom jødisk regering. Lederen af den zionistiske delegation havde afvist dette. Lansing, som var medlem af den amerikanske delegation under fredsforhandling i Paris i 1919, havde sagt, at mandatsystemet var et redskab skabt af stormagterne for at skjule deres opdeling af krigsbyttet under dække af international lov. Hvis områderne var blevet afstået direkte, ville værdien af disse tidligere tyske og osmanniske områder være blevet anvendt til at udligne De Allieredes krav om krigsskadeerstatning. Han sagde også, at Jan Smuts havde været forfatteren til det oprindelige koncept. 

### Husseins fald
I 1919 havde kong Hussein nægtet at ratificere Versailles-traktaten. Efter februar 1920 ophørte briterne med at betale ham økonomisk støtte. I august 1920, fem dage efter underskrivelsen af Sèvres-traktaten, som formelt anerkendte Kongeriget Hijaz, bad Lord Curzon (britisk udenrigsminister fra 1919-1924) Kairo om at skaffe Husseins underskrift til begge traktater og indvilligede i at foretage en betaling på £30.000 på betingelse af underskriften. Hussein afslog og erklærede i 1921, at han ikke kunne forventes at "anbringe sit navn til et dokument, der tildeler Palæstina til zionisterne og Syrien til udlændinge".
Efter Kario-konferencen i 1921 blev det pålagt T.E. Lawrence at forsøge at få kongens underskrift til en traktat mod et foreslået £100.000 årligt tilskud; også dette forsøg mislykkedes. I løbet af 1923 forsøgte briterne igen at løse udestående problemer med Hussein – men også dette forsøg mislykkedes, og Hussein fortsatte med at nægte at anerkende nogen af de mandater. I marts 1924 suspenderede den britiske regering forhandlingerne og trak inden for seks måneder støtten tilbage til fordel for sin centralarabiske allierede Ibn Saud, som fortsatte med at erobre territorier i Husseins rige. I december 1925 havde Ibn Saud erobret hele Kongeriget Hijaz, hvorefter Hussein flygtede i eksil i Cypern.

## Territoriale forbehold og Palæstina
McMahons brev til Hussein dateret 24. oktober 1915 erklærede Storbritanniens vilje til at anerkende arabernes uafhængighed med visse forbehold. Den oprindelige korrespondance blev ført på både engelsk og arabisk; lidt forskellige engelske oversættelser eksisterer.
 The districts of Mersina and Alexandretta, and portions of Syria lying to the west of the districts of Damascus, Homs, Hama and Aleppo, cannot be said to be purely Arab, and must on that account be excepted from the proposed limits and boundaries.
With the above modification and without prejudice to our existing treaties concluded with Arab Chiefs, we accept these limits and boundaries, and in regard to the territories therein in which Great Britain is free to act without detriment to interests of her ally France, I am empowered in the name of the Government of Great Britain to give the following assurance and make the following reply to your letter:
Subject to the above modifications, Great Britain is prepared to recognize and support the independence of the Arabs within the territories in the limits and boundaries proposed by the Sherif of Mecca.

Korrespondancen blev først skrevet på engelsk, før den blev oversat til arabisk og omvendt; identiteten på forfatteren og oversætteren er uklar. Historikeren Elie Kedourie og andre antog, at den mest sandsynlige kandidat til at være den primære forfatter var Ronald Storrs. I sine memoirer sagde Storrs, at korrespondancen var udarbejdet af Husayn Ruhi og derefter kontrolleret af Storrs. De arabiske delegationer til 1939-konferencen havde gjort indsigelse mod visse oversættelser af teksten fra arabisk til engelsk, og komiteen sørgede for gensidigt acceptable oversættelser, der ville gøre den engelske tekst "fri for faktisk fejl".

### "Dele af Syrien"-debat
Debatten om Palæstina opstod, fordi Palæstina ikke eksplicit blev nævnt i McMahon-Hussein-korrespondancen, men er inkluderet inden for de grænser, som oprindeligt blev foreslået af Hussein. McMahon accepterede Husseins grænser "med forbehold for ændringer" og foreslog modifikationen, at "dele af Syrien, der ligger vest for distrikterne Damaskus, Homs, Hama og Aleppo, da disse ikke kan siges at være rent arabiske og derfor bør udelukkes". Indtil 1920 antydede britiske regeringsdokumenter, at Palæstina var tiltænkt til at være en del af det arabiske område. Den britiske fortolkning ændrede sig dog i 1920, hvilket førte til offentlig uenighed mellem araberne og briterne, idet hver side producerede understøttende argumenter for deres holdninger baseret på diverse detaljer, ordlyden og de historiske omstændigheder i korrespondancen. Jonathan Schneer giver en analogi til at forklare den centrale strid om betydningen:
Antag en linje, der strækker sig fra distrikterne New York, New Haven, New London og Boston, eksklusive territorium vest fra et imaginært kystrige. Hvis man med distrikter mener "nærhed" eller "omgivelser", er det én ting med hensyn til det udelukkede land, men hvis man mener "vilayets" eller "provinser" eller i det amerikanske tilfælde "delstater", er det noget helt andet. Der er ingen delstater ved navn Boston, New London eller New Haven, ligesom der ikke var nogen provinser Hama og Homs, men der er en stat New York, ligesom der var en vilayet ved navn Damaskus, og territorium vest for New York State er forskellig fra territorium vest for distriktet New York, formentlig New York City og omegn, ligesom territorium vest for Damaskus vilayet er forskelligt fra territorium vest for distriktet Damaskus, formentlig byen Damaskus og omegn.
Mere end 50 år efter hans første rapport, der fortolkede korrespondancen for det britiske udenrigsministerium, offentliggjorde Arnold J. Toynbee sine perspektiver på den fortsatte akademiske debat. Toynbee redegjorde for de logiske konsekvenser af at fortolke McMahons 'distrikter' eller 'wilayah'er' som provinser snarere end nærområder:
(i) Første alternativ: McMahon var fuldstændig uvidende om osmannisk administrativ geografi. Han vidste ikke, at den osmanniske vilayet ved navn Aleppo strakte sig mod vest til kysten, og han vidste ikke, at der ikke var nogen osmanniske vilayet ved navn Homs og Hama. Det forekommer mig utroligt, at McMahon kan have været så dårligt informeret som dette, og at han ikke ville have sørget for at informere sig selv korrekt, da han skrev et brev, hvori han påtog sig meget alvorlige tilsagn for HMG's regning.(ii) Andet alternativ: McMahon var ordentligt bekendt med osmannisk administrativ geografi og brugte ordet "wilayahs" tvetydigt. Ordet Damaskus brugte han til at betyde 'osmanniske provinser', mens han brugte Homs og Hama og Aleppo til at betyde 'omgivelser'. Denne tvivl ville have været oprigtig, upolitisk og meningsløs. Jeg kunne ikke, og kan stadig ikke tro, at McMahon opførte sig så uansvarligt.

### "Uden at skade Frankrig"-debat
I den engelske version af McMahons brev af 24. oktober lyder det (oversat til dansk): "(...) vi accepterer disse begrænsninger og grænser; og med hensyn til de dele af territorierne deri, hvor Storbritannien er frit til at handle uden at skade dets allierede Frankrigs interesser." Ved et møde i Whitehall i december 1920 blev de engelske og arabiske tekster af McMahons korrespondance med Husein sammenlignet. Som en embedsmand, der var til stede, sagde:
I den arabiske version, der er sendt til kong Husein, er dette oversat således, at det ser ud til, at Storbritannien frit kan handle uden skade for Frankrig inden for alle de nævnte grænser. Denne passage havde naturligvis været vores forsikring: den gjorde det muligt for os at fortælle franskmændene, at vi havde forbeholdt os deres rettigheder, og [tydeliggjorde overfor] araberne, at der var områder, hvor de i sidste ende måtte nå til enigheden med franskmændene. Det er ekstrem akavet ikke at have denne forsikring. Jeg tror, at HMG sandsynligvis vil lave en ændring og sende Feisal til Mesopotamien.
James Barr skrev, at selvom McMahon havde tænkt sig at forbeholde de franske interesser, blev han et offer for sin egen klogskab, idet oversætteren Ruhi mistede den kvalificerende betydning af sætningen i den arabiske version. I en kabinetsanalyse af den diplomatiske udvikling, udarbejdet i maj 1917, skrev William Ormsby-Gore (MP): 
| Citat | French intentions in Syria are surely incompatible with the war aims of the Allies as defined to the Russian Government. If the self-determination of nationalities is to be the principle, the interference of France in the selection of advisers by the Arab Government and the suggestion by France of the Emirs to be selected by the Arabs in Mosul, Aleppo, and Damascus would seem utterly incompatible with our ideas of liberating the Arab nation and of establishing a free and independent Arab State. The British Government, in authorising the letters dispatched to King Hussein before the outbreak of the revolt by Sir Henry McMahon, would seem to raise a doubt as to whether our pledges to King Hussein as head of the Arab nation are consistent with French intentions to make not only Syria but Upper Mesopotamia another Tunis. If our support of King Hussein and the other Arabian leaders of less distinguished origin and prestige means anything it means that we are prepared to recognise the full sovereign independence of the Arabs of Arabia and Syria. It would seem time to acquaint the French Government with our detailed pledges to King Hussein, and to make it clear to the latter whether he or someone else is to be the ruler of Damascus, which is the one possible capital for an Arab State, which could command the obedience of the other Arabian Emirs. | Citat |
|       | |       |

Afklassificerede britiske regeringsdokumenter omfattede et telegram dateret 18. oktober 1915 fra Sir Henry McMahon til udenrigsministeren, Lord Gray, der anmoder om instruktioner. McMahon beskrev samtaler med en Muhammed Sharif al-Faruqi, et medlem af Abd-partiet, som sagde, at briterne kunne imødekomme de syriske nationalisters krav om Arabiens uafhængighed. Faroqi havde sagt, at araberne ville kæmpe, hvis franskmændene forsøgte at besætte byerne Damaskus, Homs, Hama og Aleppo, men han mente, at de ville acceptere en ændring af de nordvestlige grænser foreslået af Sharif af Mekka (Hussein). Baseret på disse samtaler foreslog McMahon sproget; "Ifald Storbritannien var fri til at handle uden at skade sine nuværende allieredes interesser, accepterer Storbritannien princippet om Arabiens uafhængighed inden for de grænser, som Sharif af Mekka har foreslået." Lord Gray bemyndigede McMahon til at give et løfte om de områder, som Sharif anmodede om, forbeholdt eventuelle interesser fra Storbritanniens allierede.

### Den arabiske position
Den arabiske holdning var, at man i korrespondancens ordlyd umuligt kunne henvise til Palæstina, fordi det lå syd for de navngivne steder. Særligt hævdede araberne, at vilayet (provinsen) af Damaskus ikke eksisterede, og at distriktet (sanjak) Damaskus kun dækkede området omkring byen, og at Palæstina var en del af vilayet af Syrien A-Sham, som ikke blev nævnt i korrespondancen.
Tilhængere af denne fortolkning ynder ligeledes at fremhæve, at der under krigen blev droppet tusindvis af proklamationer i alle dele af Palæstina med en besked fra Sharif Hussein på den ene side og en besked fra den britiske kommando på den anden, der sagde "at man havde nået frem til en anglo-arabisk aftale, der sikrede arabernes uafhængighed".

### Den britiske position
Det ikke-dateret memorandum GT 6185 (fra CAB 24/68/86) fra november 1918 blev udarbejdet af den britiske historiker Arnold Toynbee i 1918, mens han arbejdede i et departement i det britiske udenrigsministerium. Eyre Crowe, departementschefen i det britiske udenrigsministerium, beordrede disse dokumenter til at blive placeret i udenrigsministeriets mappe af dokumenter til fredskonferencen. Efter ankomsten til Paris krævede general Jan Smuts, at notaterne blev opsummeret, og Toynbee fremstillede dokumentet GT 6506 (kort, der illustrerer det, er GT6506A). De to sidste blev cirkuleret som EC2201 og behandlet på et britisk regeringsmøde den 5. december 1918, som blev ledet af Lord Curzon og hvor Jan Smuts, Lord Balfour, Lord Robert Cecil, general. Sir Henry Wilson, repræsentanter for Udenrigsministeriet, repræsentanter for Indien-kontoret, Admiralitetet, Krigskontoret og Finansministeriet var til stede. T.E. Lawrence deltog også.

## Eksterne links
- Den Arabiske Halvø i 1914 — Arkiveret 24. februar 2021 hos  Wayback Machine UK National Archives (inklusive oplysninger om Hussein-McMahon-korrespondancen)

]